# Jewel (canção de Ayumi Hamasaki)
Jewel é uma canção da cantora Ayumi Hamasaki.